# Дорохново (Окуловский район)
Дорохново — деревня в Окуловском муниципальном районе Новгородской области, относится к Кулотинскому городскому поселению.

## География
Деревня расположена у реки Кренично, в 4 км к юго-востоку от посёлка Кулотино и в 17 км к востоку от привокзальной площади города Окуловка.

## История
Впервые упомянута в 1495 году в писцовых книгах Деревской пятины. Деревня Дорохново находилась в Шегринском погосте, принадлежала в середине XV века знатному новгородцу Фоме Дериглазову, в 1470-х — его сыновьям, в 1480-х — Ивану III, в 1495 — «за Олександром за Микулиным сыном Сарыхозина да за его детми»(стр. 188)
В 1773—1927 деревня Дорохново находилась в Боровичском уезде Новгородской губернии. С начала XIX века до 1924 относилась к Шегринской волости Боровичского уезда.
Отмечена на картах 1812, 1816, 1829, 1826—1840 годов.
В 1911 в деревне Дорохново было 34 двора с 46 домами и населением 179 человек. Имелись часовня и частная лавка.
Деревня Дорохново относилась к Полищенскому сельсовету.
В 1930 году здесь был создан колхоз «Большевик», в 1956 году переименован в «Колхоз имени Булганина».

## Население
На начало 1955 года численность населения деревни была 132 человека, в том числе 81 — женщина и 51 — мужчина.
| 2010 |
| ---- |
| 11   |

## Транспорт
Ближайшая ж/д станция расположена в Кулотино.